# Das alte Lied (1920)
Das alte Lied ist der Titel eines Singfilms. den Karl Otto Krause 1919 in eigener Produktion und nach eigenem Drehbuch realisiert hat. Zur Anwendung kam das bereits 1910 entstandene Synchronisierverfahren nach dem Beck-Patent. Zu hören waren Lieder und Opernarien von Luigi Arditi, Franz Abt, Stanislao Gastaldon, Béla Lásky, Giuseppe Verdi und Richard Wagner. Zu sehen waren die Herren Charles Willy Kayser und Siegfried Adler, die Damen Elisabeth Balzer und Lo Kapp.

## Handlung
Künstlerliebe um einen Tenor, der mit chronischem Halsweh geschlagen ist und samt seiner Partnerin daran scheitert. Im Rahmen dieser Spielhandlung gelangen zur Aufführung: der Parla-Walzer von Arditi, die Hallen-Arie und die Heimkehr-Arie aus Wagners „Thannhäuser“, u. a. m.

## Hintergrund
Die Photographie besorgte Kurt Lande. Der mitphotographierte Dirigent bei den Aufnahmen war Georg Enders.
Bei der Aufführung in Halle dirigierte Alfred Schink  das Orchester; es sangen Margit Ulla und Kurt Schönert.
“Das alte Lied, großes Film-Singspiel in 5 Akten von Karl Otto Krause” lag am 23. Juli 1920 der Reichsfilmzensur vor und passierte unter der Nr. 163 als jugendfrei. Er wurde am 9. Jänner 1920 in der “Schauburg” zu Halle aufgeführt.

## Rezeption
Der Film wurde besprochen in:
- Der deutsche Film Vol. 3 No. 17
- Film und Presse No. 16, 1920
- Lichtbildbühne No. 4, 1920
- Filmtechnik No. 4, 1920
- Film-Kurier No. 9, 1920
- Lichtbildbühne No. 2, 1920
- Lichtbildbühne No. 4, 1920

Frank schrieb im Film-Kurier Nr. 91 am 11. Jänner 1920: “In dem Rahmen einer einfachen, vielleicht etwas zu rührseligen Handlung hat Karl Otto Krause unter geschickter Benützung älterer Lieder und Einflechtung ganzer Opernszenen ein ansprechendes Film-Singspiel verfasst. Im Mittelpunkt des Stückes steht ein Sänger- und zugleich Liebespaar, das durch eine chronische Halserkrankung des Tenors unverschuldet ins Elend gerät und zugrunde geht.”
“Im Mittelpunkt des nunmehr nur noch ansatzweise dramatisierten Geschehens von Filmen wie „Das alte Lied“ (1919) …, in denen nicht selten ganze Opernszenen wiedergegeben wurden, standen zumeist Tenöre oder Operetten-Diven, die zwischen ihren Auftritten episodisch eingestreute Liebesabenteuer zu bestehen hatten.”. Nach Wedel gingen aus solchen Sing/Gesangsfilmen der Stummfilmzeit die späteren Sänger- bzw. Tenor-Filme des frühen Tonfilms hervor.